# Deixin votar els catalans
Deixin votar els catalans (en anglès: Let Catalans Vote) és un manifest de suport internacional al referèndum sobre la independència de Catalunya.
El manifest assenyala que la millor manera de resoldre les disputes internes legítimes és emprar les eines de la democràcia i fa una crida al govern espanyol i a les seves institucions, així com als seus homònims catalans, a treballar conjuntament perquè la ciutadania de Catalunya pugui votar el seu futur polític i que es negociï de bona fe basades en base el resultat. El manifest declara que el fet d'impedir que els catalans votin contradiu els principis que inspiren les societats democràtiques.
El manifest ha estat signat per diverses personalitats de rellevància internacional, entre les quals cal destacar els sis premis Nobel següents: Rigoberta Menchú, Ahmed Galai, Desmond Tutu, Adolfo Pérez Esquivel, Dario Fo i Jody Williams.

## Signants
Els signants dels manifest provenen de diferents àmbits i camps professionals i laborals. En l'àmbit de l'art i la cultura: Joan Baez, Mārtiņš Brauns, Andrea Camilleri, Dario Fo, Peter Gabriel, Saúl Hernández, Ken Loach, António Lobo Antunes, Hélder Mateus da Costa, Viggo Mortensen, Yoko Ono, Silvio Rodríguez, Peter Sís, Colm Tóibín, Pēteris Vasks, Irvine Welsh i Tsering Woeser. En l'àmbit acadèmic i universitari: Zygmunt Bauman, Harold Bloom, Noam Chomsky, Angela Davis, Susan George, Costas Lapavitsas, Adolfo Pérez Esquivel, Paul Preston, Saskia Sassen, Richard Sennett i Hans Ulrich Gumbrecht. En l'àmbit de la política civil i institucional: Gerry Adams, Tariq Ali, José Bové, Piedad Córdoba, Heiner Flassbeck, Ahmed Galai, Peter Jambreck, Hu Jia, Wuer Kaixi, Ronald Kasrils, Rigoberta Menchú, Ambler Moss, José Shulman, Jody Williams i Jason Y. Ng. En l'àmbit de l'esport: Éric Cantona, Johan Cruyff i Hristo Stoítxkov. També el signen: Ignacio Ramonet, Bill Shipsey, Bořek Šípek i Desmond Tutu.